# Rotationsellipsoid

Konstruktion av en rotationsellipsoid

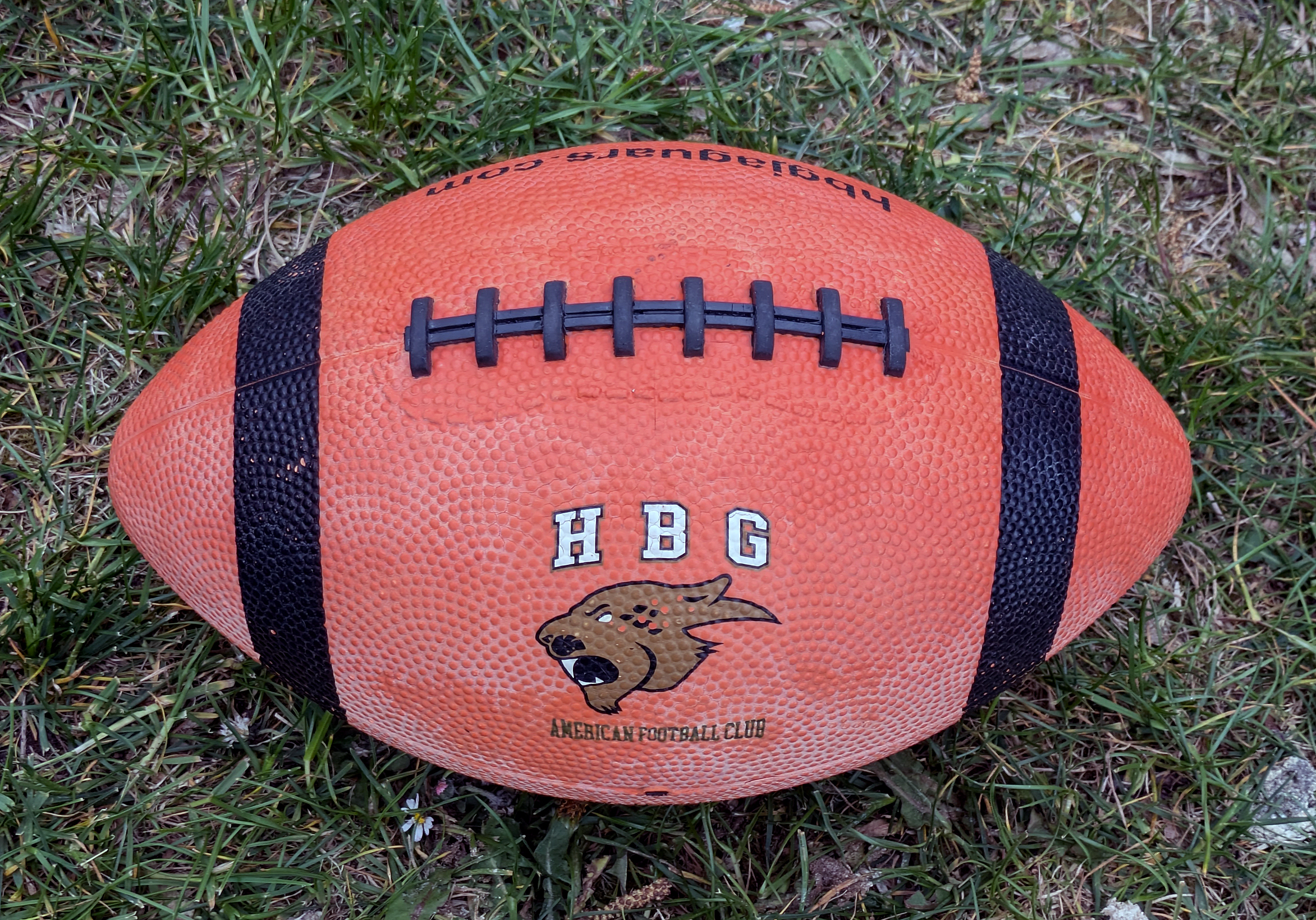
En amerikansk fotboll är ett exempel på ett rotationsellipsoid föremål.

En rotationsellipsoid eller sfäroid är den rotationskropp som uppstår då en ellips roterar kring den ena av sina axlar och är således ett specialfall av en ellipsoid. Den är i det allmänna fallet antingen en tillplattad, oblat, eller utdragen, prolat, sfär. Om ellipsen roteras kring lillaxeln blir rotationsellipsoiden oblat och om den roteras kring storaxeln blir den prolat. En sfär räknas också är en rotationsellipsoid, men är varken tillplattad eller utdragen.

## Form och storlek
Formen och storleken på den ellips som roterats för att få en rotationsellipsoid brukar ofta anges med halva storaxeln och den inverterade avplattningen. Den inverterade avplattningen, 1/f, är förhållandet mellan halva storaxeln, a, och halva lillaxeln, b, enligt nedan.
{\displaystyle {\tfrac {1}{f}}={\frac {a}{a-b}}}

## Approximation av himlakroppars form
Många himlakroppars form kan mer eller mindre noggrant anses ha formen av en rotationsellipsoid.  Himlakropparna har i allmänhet approximativt formen av tillplattade sfäroider eller, om de roterar tillräckligt långsamt, sfärer. Några av månarna i solsystemet liknar mer långsmala sfäroider - Saturnus månar Mimas, Enceladus och Tethys samt Uranus måne Miranda.

### Jordens form
Jordens havsyta (geoiden) kan förhållandevis noggrant anges som en rotationsellipsoid. Det görs till exempel i GRS80. Radien vid polerna är drygt 20 kilometer kortare än ekvatorns radie på grund av jordens rotation.